# 贾法尔·阿斯卡里

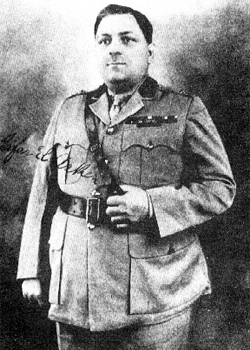
賈法爾帕夏·阿斯卡里

贾法尔·阿斯卡里（阿拉伯语：‎；1887年9月15日—1936年10月29日），伊拉克政治人物，先後於巴格達與伊斯坦堡接受教育，一次世界大戰期間從軍於鄂圖曼帝國陸軍並擔任軍中要職。1921年，伊拉克王國建立後，於1923年－1924年與1926年－1928年期間，兩度擔任該王國首相。